# Bob de Jong
Bob Johannes Carolus de Jong (* 13. listopadu 1976 Leimuiden) je bývalý nizozemský rychlobruslař.
Prvního juniorského světového šampionátu se zúčastnil v roce 1995, kdy mistrovství vyhrál. O rok později titul obhájil. Na podzim 1997 začal startovat na závodech Světového poháru, na Mistrovství světa na jednotlivých tratích 1997 získal svoji první seniorskou medaili – bronz ze závodu na 10 km. Od té doby se pravidelně umísťuje na předních příčkách na dlouhých tratích 5000 a 10 000 m, ze světového šampionátu má z těchto distancí celkem 20 medailí, z toho sedm zlatých. Vícebojařského mistrovství světa se zúčastnil pouze dvakrát, v roce 2005 byl sedmý, v následujícím roce skončil na 22. příčce. V sezónách 2003/2004, 2010/2011 a 2011/2012 vyhrál celkové pořadí Světového poháru v závodech na 5000/10 000 m. Pětkrát startoval na zimní olympiádě, v Naganu 1998 vybojoval na 10kilometrové distanci stříbro, v Salt Lake City 2002 skončil na téže trati patnáctý a v Turíně 2006 závod na 10 000 m vyhrál. Pro bronzové medaile si na „desítce“ dobruslil ve Vancouveru 2010 a v Soči 2014. Poslední závody absolvoval na jaře 2016.
V roce 2011 obdržel cenu Oscara Mathisena.